# Región de Ruvuma
Ruvuma es una de las treintaiuna regiones administrativas en las que se encuentra dividida la República Unida de Tanzania. Su capital es la ciudad de Songea.

## Localización
Se ubica en el sur del país y tiene los siguientes límites:
| Noroeste: Región de Njombe                | Norte: Región de Morogoro            | Noreste: Región de Lindi                 |
| Oeste: Región del Norte, Malaui           |                                      | Este: Región de Mtwara                   |
| Suroeste: Provincia de Niassa, Mozambique | Sur: Provincia de Niassa, Mozambique | Sureste: Provincia de Niassa, Mozambique |

## Subdivisiones
Esta región se encuentra subdividida internamente en una ciudad y 5 valiatos (población en 2012):
- Mbinga (353 683 habitantes)
- Songea (173 821 habitantes)
- Ciudad de Songea (203 309 habitantes)
- Tunduru (298 279 habitantes)
- Namtumbo (201 639 habitantes)
- Nyasa (146 160 habitantes)

## Territorio y población
La región de Ruvuma tiene una extensión de 63.669 kilómetros cuadrados. Según datos del censo de 2022, su población era de 1.848.794 personas. La densidad poblacional es de 29 habitantes por kilómetro cuadrado.